# La caída de los gigantes (novela)
La caída de los gigantes es una novela del escritor Ken Follett que fue publicada el 28 de septiembre de 2010 de manera simultánea en todo el mundo. La tirada inicial fue de 2,5 millones de ejemplares. 
Es la primera parte de una serie llamada Trilogía del siglo, a través de la cual es posible acercarse a los principales acontecimientos del siglo XX, incluyendo la I Guerra Mundial, la II Guerra Mundial y la Guerra Fría. La segunda parte de dicha trilogía, El Invierno del Mundo, se publicó en septiembre de 2012, y la tercera El umbral de la eternidad, en 2014.
En esta primera parte de la trilogía se narra la historia de cinco familias durante los años turbulentos de la Primera Guerra Mundial, la Revolución rusa y la lucha de hombres y mujeres por sus derechos.

## Argumento
La acción transcurre entre el 22 de junio de 1911, día en que fue coronado Jorge V en la abadía de Westminster, y finales de 1924, varios años después de finalizar la I Guerra Mundial. Se mezclan personajes históricos reales como el propio rey Jorge V,  Sir Edward Grey (secretario del Foreign Office) y Winston Churchill, con otros de ficción como Billy Williams, que trabaja desde los 13 años en las minas de carbón de Gales, y su padre David Williams, destacado miembro del sindicato minero.
La vida de los diferentes personajes se ve trastornada por los sucesos que dieron origen a la I Guerra Mundial y sus trágicas consecuencias. Las familias que forman la parte principal de la trama, se vieron implicadas en los acontecimientos bélicos de una u otra forma. A través de la narración se puede asistir en directo a intrigas diplomáticas, asaltos a las trincheras enemigas, conversaciones mundanas y pasiones amorosas de personas que vivieron aquellas circunstancias, lo que aproxima al lector a unos hechos que ocurrieron hace 100 años y transformaron para siempre el orden europeo y mundial.

## Familias
La trilogía The Century, tiene como protagonista a cinco familias de distintas nacionalidades; estadounidense, inglesa, alemana, rusa y galesa. A continuación se mencionan dichas familias y sus miembros.

### Estadounidenses
- Familia Dewar
  - Senador Cameron Dewar
  - Ursula Dewar, su esposa
  - Gus Dewar, su hijo

### Ingleses
- Familia Fitzherbert
  - Conde Fitzherbert
  - Princesa Elizaveta, llamada Bea, su esposa
  - Lady Maud Fitzherbert, hermana del Conde
  - Lady Hermia, tía de Fitz y Maud
  - Duquesa de Sussex, tía de Fitz y Maud
  - Gelert, perro

### Alemanes
- Familia Von Ulrich
  - Otto von Ulrich
  - Susanne von Ulrich, su esposa
  - Walter von Ulrich, su hijo
  - Greta von Ulrich, su hija

### Rusos
- Familia Peshkov
  - Grigori Peshkov
  - Lev Peshkov, su hermano
  - Volodia Peshkov, hijo de Lev

### Galeses
- Familia Williams
  - David Williams
  - Cara Williams, su esposa
  - Ethel Williams, su hija
  - Billy Williams, su hijo
  - Abuelo, padre de Cara

## Personajes
En La Caída de los Gigantes, son varios los personajes que participan en la historia. A continuación se nombran a los que más relevancia tienen dentro de la trama. 

### Principales

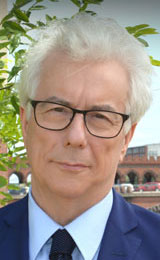
Ken Follett

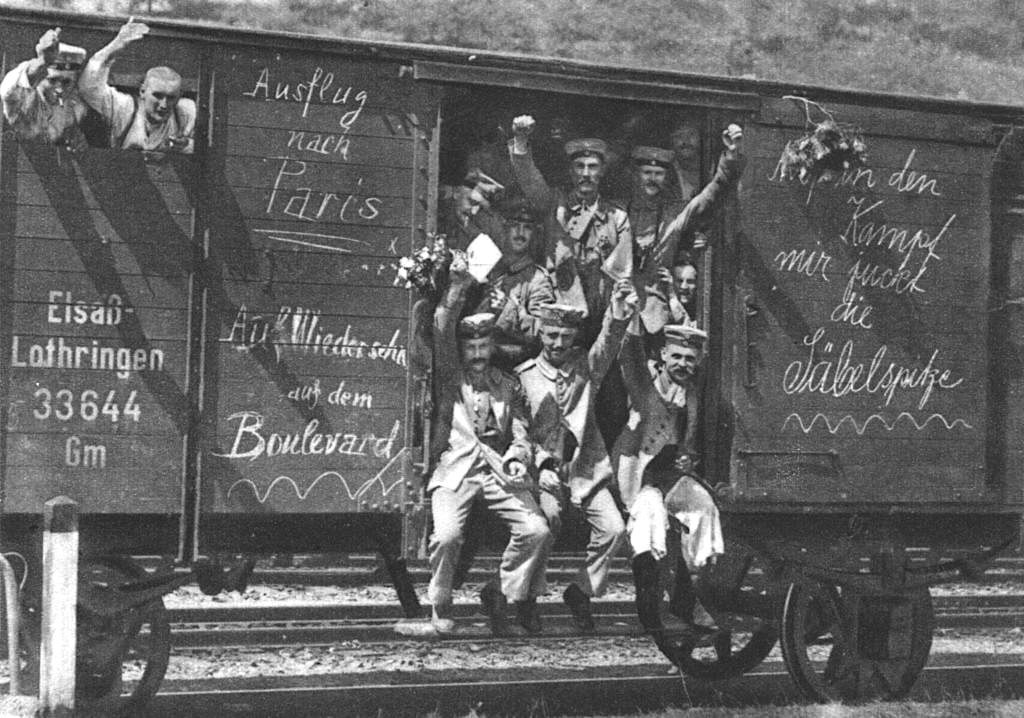
Soldados alemanes en dirección al frente al inicio de la I Guerra Mundial (1914)

- Conde Fitzherbert: llamado Fitz, heredero de una gran fortuna, miembro de la Cámara de los Lores y del partido conservador. Es el propietario de los terrenos en los que se encuentra la mina de carbón de Aberowen, próxima a la ciudad de Cardiff en Gales.

- Ethel Williams: trabaja desde los 13 años en el servicio doméstico de Ty Gwyn, la mansión del Conde Fitzherbert.

- Walter von Ulrich: agregado militar de la embajada alemana en Londres. Es un amigo desde la infancia del conde Fitzherbert.

- Lady Maud Fitzherbert: hermana del Conde Fizherbert. Simpatiza con los liberales, sufragista y partidaria de la liberación de la mujer.

- Grigori Peshkov: obrero metalúrgico de San Petersburgo que en su juventud vio a su padre siendo ahorcado públicamente en presencia de la princesa Elizaveta. Su ilusión es emigrar a Estados Unidos.

- Lev Peshkov: hermano de Grigori. Hace todo lo posible para conseguir sus objetivos.

- Gus Dewar: hijo del senador Dewar, muy informado en la problemática de las relaciones internacionales y asesor del Presidente Wilson.

- Billy Williams: Hermano de Ethel. Desde muy joven trabaja en la mina de carbón de Aberowen en Gales, al igual que lo hizo su padre y su abuelo.

### Secundarios
- Princesa Elizaveta: princesa rusa llamada popularmente Bea y es la esposa del Conde Fitzherbert. Es malvada y frívola.

- Katerina: campesina recién llegada a la ciudad, tiene un amorío casual con el menor de los hermanos Peshkov lo que le traerá un futuro incierto.

- Josef Vyalov: hombre de negocios en el mercado negro y gran millonario de Búfalo.

- Olga Vyalov: hija de Josef. Es ambiciosa y mimada. Posee una gran fortuna gracias a su padre.

- Otto von Ulrich: padre de Walter. Es un diplomático y militar alemán muy relacionado con el Kaiser Guillermo II.
- Susanne von Ulrich: madre de Walter, esposa de Otto.

- Rosa Hellman: periodista tuerta y amiga de Gus Dewar.

- Robert von Ulrich: primo segundo de Walter, agregado militar de la embajada austriaca de Londres.

- Marga: cantante de club nocturno y amante de Lev Peshkov.

- David Williams: padre de Ethel y Billy. Es un minero y sindicalista galés de fuertes convicciones religiosas.

- Bernie Leckwith: secretario de la delegación de Aldgate del Partido Laborista Independiente.

- Monika von der Helbard: joven alemana enamorada de Walter y mejor amiga de la hermana de este.

- Tommy Griffiths: mejor amigo de Billy Williams y también trabajador en las minas de carbón de Aberowen en Gales.

- Príncipe Andréi: hermano ruso de Bea.
- Ursula Dewar: Madre de Gus Dewar.

## Acontecimientos históricos
En el transcurso de la trama los personajes se ven envueltos en numerosos acontecimientos históricos que se describen con diferentes grado de detalle. Entre los más significativos se encuentran:
- Domingo Sangriento (1905)
- Atentado de Sarajevo y estallido de la Primera Guerra Mundial (1914)
- Batalla de Tannenberg (1914)
- Tregua de Navidad (1914)
- Batalla del Somme (1916)
- Revolución de Febrero (1917)
- Regreso de Lenin a Petrogrado en abril de 1917
- Revolución de Octubre (1917)
- Propuesta de Catorce Puntos del presidente Wilson (1918)
- Tratado de Versalles (1919)
- Creación de la Sociedad de Naciones (1919)
- Promulgación de la Ley seca en los Estados Unidos (1920)
- Guerra Civil Rusa